# Міхаель Грегорич
Міхаель Грегорич (нім. Michael Gregoritsch, нар. 18 квітня 1994, Грац) — австрійський футболіст, нападник клубу «Фрайбург» і національної збірної Австрії.

## Клубна кар'єра
Народився 18 квітня 1994 року в Граці. Розпочав займатись футболом у клубі ГАК з рідного міста, ав у червні 2008 року перейшов у «Капфенберг», який тоді очолював його батько Вернер Грегорич.
14 квітня 2010 року в матчі проти віденської «Аустрії» (1:1) він дебютував у австрійській Бундеслізі, вийшовши на заміну на заміну на 82-й хвилині, у цьому ж поєдинку Міхаель забив свій перший гол і у віці 15 років та 361 день став наймолодшим автором голу в історії чемпіонату Австрії. Загалом в цій команді Міхаель провів три сезони, взявши участь у 44 матчах чемпіонату.

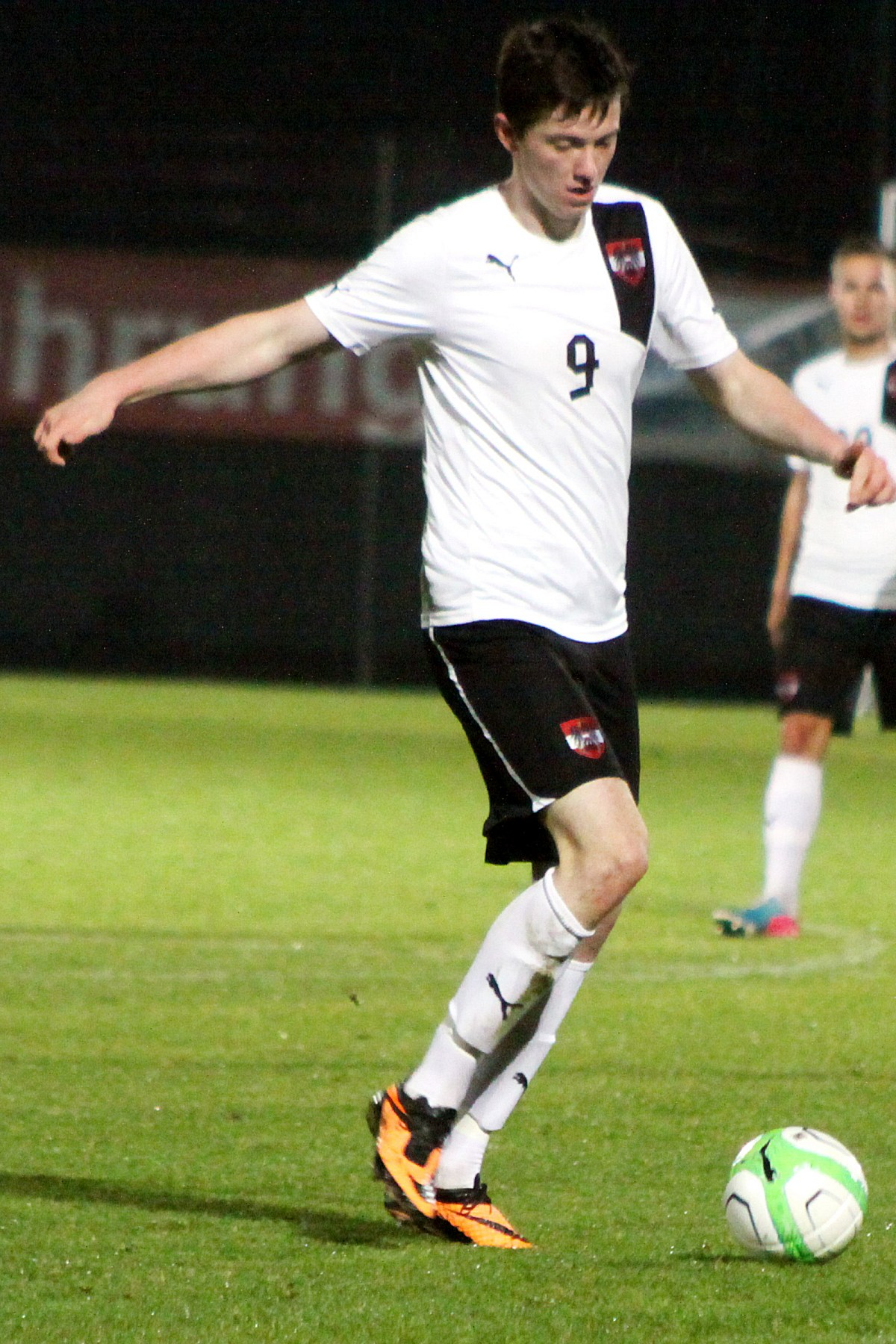
Міхаель Грегорич під час виступів за молодіжну збірну Австрії. 2015 рік.

2012 року перейшов до німецького «Гоффенгайм 1899», у якому, утім, грав лише за другу команду, а за рік був відданий в оренду до «Санкт-Паулі». Ще за рік, у 2014, був відданий в оренду до «Бохума».
Своєю грою за останню команду привернув увагу представників тренерського штабу «Гамбурга», до складу якого приєднався 2015 року. Відіграв за гамбурзький клуб наступні два сезони своєї ігрової кар'єри. Більшість часу, проведеного у складі «Гамбурга», був основним гравцем атакувальної ланки команди, записав до свого активу 10 голів у 55 матчах Бундесліги.
До складу «Аугсбурга» приєднався 2017 року. У другій половині сезону 2019/20 Грегорич на правах оренди виступав за «Шальке 04». 
У 2018 році Міхаель Грегорич став рекордсменом «Аугсбурга» за кількістю голів в одному сезоні Бундесліги. Станом на 4 грудня 2021 року відіграв за аугсбурзький клуб 101 матч в національному чемпіонаті, забив 21 гол.

## Виступи за збірні
2010 року дебютував у складі юнацької збірної Австрії (U-16), загалом на юнацькому рівні взяв участь у 4 іграх, відзначившись одним забитим голом.
Протягом 2011—2016 років залучався до складу молодіжної збірної Австрії. На молодіжному рівні зіграв у 29 офіційних матчах, забив 20 голів.
5 вересня 2016 року дебютував в офіційних матчах у складі національної збірної Австрії в грі відбіркового турніру до чемпіонату світу 2018 року проти збірної Грузії (2:1), замінивши у другому таймі Марка Янко. 27 березня 2018 року в товариському матчі проти збірної Люксембургу (4:0) він забив свій перший гол за національну команду.
У травні 2021 року Грегорич був включений до заявки збірної на чемпіонат Європи 2020 року. Там у першому матчі команди на турнірі він на 78 хвилині забив другий гол у ворота збірної Північної Македонії (3:1), який став ювілейним 700-м в рамках чемпіонатів Європи.

## Особисте життя
Його батько, Вернер Грегорич, також був футболістом.